# Flavius
Flavius (von lateinisch flavus „blond“) ist ein römischer Familienname (nomen gentile). Die plebejische gens Flavia war in der Republik wenig bedeutend, stellte aber im 1. Jahrhundert n. Chr. mit den Flaviern Vespasian, Titus und Domitian ein römisches Kaisergeschlecht.
In der Kaiserzeit trugen zahlreiche Personen das nomen Flavius, die es als Freigelassene oder durch Verleihung des römischen Bürgerrechts durch die flavischen Kaiser erlangt hatten. Zu diesen zählte auch der spätere Kaiser Flavius Valerius Constantius Chlorus, weshalb die von ihm begründete Dynastie, zu der auch Konstantin der Große gehörte, manchmal auch als „zweite flavische Dynastie“ (293 bis 363) bezeichnet wird.

## Flaviusals Titel
In der Spätantike schließlich wurde Flavius faktisch zu einem Titel: Die meisten höheren Beamten in kaiserlichem Dienst stellten vom 4. bis ins frühe 7. Jahrhundert ihrem eigentlichen Namen ein Flavius voran, um ihre Zugehörigkeit zur Reichselite zu demonstrieren. Wahrscheinlich hatte man seit dem 4. Jahrhundert das Recht, sein Gentilnomen beim Erreichen einer bestimmten Karrierestufe durch Flavius zu ersetzen. Dies galt zumindest anfangs vor allem für Personen, die nicht der Reichselite entstammten, sondern soziale Aufsteiger waren. Viele spätrömische Generäle hießen etwa Flavius Merobaudes, Flavius Stilicho, Flavius Aëtius oder Flavius Ricimer.
Auch die reges der Nachfolgestaaten des weströmischen Reiches führten zeitweise den Titel, etwa der Ostgotenkönig Theoderich der Große, der Westgotenkönig Rekkared I. oder der Langobardenkönig Authari. Die weibliche Form des Namens ist Flavia. Moderne Varianten sind Flavian oder Flavio.

## Namensträger (Auswahl)
- Flavius Ammausius, römischer Offizier (Kaiserzeit)
- Flavius Antiochus, römischer Offizier (Kaiserzeit)
- Flavius Betto, römischer Centurio (Kaiserzeit)
- Flavius Cerialis, römischer Offizier (Kaiserzeit)
- Flavius Iulianus, römischer Offizier (Kaiserzeit)
- Flavius Martinus, römischer Centurio

- Gaius Flavius Fimbria (Feldherr) († 85 v. Chr.), kämpfte erfolglos gegen Sulla
- Gaius Flavius Fimbria (Konsul) († vor 91 v. Chr.), römischer Konsul 104 v. Chr.
- Lucius Flavius Fimbria, römischer Politiker, Suffektkonsul im Jahr 71
- Flavius Maximianus (Eques), Kommandeur der Cohors II Lucensium
- Flavius Maximianus (Tribun), Tribun der Cohors I Aelia Dacorum
- Flavius Noricus, römischer Centurio (Kaiserzeit)
- Flavius Vetulenus, römischer Centurio (Kaiserzeit)
- Flavius Vibianus, römischer Offizier (Kaiserzeit)
- Gnaeus Flavius, der Schreiber des Appius Claudius Caecus (um 300 v. Chr.)
- Lucius Flavius (Volkstribun), römischer Volkstribun 60 v. Chr.
- Lucius Flavius Saecularis, römischer Offizier (Kaiserzeit)
- Lucius Flavius Silva Nonius Bassus, römischer Senator und Feldherr
- Lucius Flavius Tellurius Gaetulicus, römischer Offizier (Kaiserzeit)
- Lucius Flavius Verucla, römischer Unternehmer
- Lucius Iunius Victorinus Flavius Caelianus, römischer Statthalter
- Marcus Flavius Aper (Konsul 103), römischer Suffektkonsul 103
- Marcus Flavius Aper (Konsul 130), römischer Konsul 130
- Marcus Flavius Aper (Konsul 176), römischer Konsul 176
- Marcus Annius Flavius Libo, römischer Konsul 204
- Marcus Caelius Flavius Proculus, römischer Offizier (Kaiserzeit)
- Marcus Flavius Impetratus, römischer Offizier (Kaiserzeit)
- Marcus Flavius Miles, römischer Offizier (Kaiserzeit)
- Marcus Flavius Postumus, römischer Senator (Kaiserzeit)
- Marcus Flavius Vitellius Seleucus, römischer Konsul 221
- Quintus Flavius Amatianus, römischer Offizier (Kaiserzeit)
- Quintus Flavius Tertullus, römischer Konsul 133
- Sextus Flavius Quietus, römischer Centurio (Kaiserzeit)
- Titus Flavius Boethus, römischer Suffektkonsul 161
- Titus Flavius Claudianus, römischer Konsul 179
- Titus Flavius Clemens († 95), römischer Konsul 95
- Titus Flavius Constans, römischer Präfekt
- Titus Flavius Felix, römischer Offizier (Kaiserzeit)
- Titus Flavius Flaccus, römischer Offizier (Kaiserzeit)
- Titus Flavius Italicus, römischer Offizier (Kaiserzeit)
- Titus Flavius Iulianus (Eques), römischer Offizier (Kaiserzeit)
- Titus Flavius Iulianus (Konsul 140), römischer Suffektkonsul 140
- Titus Flavius Iulius, Centurio (Legio I Italica)
- Titus Flavius Laco, römischer Offizier (Kaiserzeit)
- Titus Flavius Longinus, römischer Suffektkonsul 149
- Titus Flavius Magnus, römischer Centurio (Kaiserzeit)
- Titus Flavius Modestus, römischer Offizier (Kaiserzeit)
- Titus Flavius (Mosaizist), römischer Mosaizist (Mosaikkünstler)
- Titus Flavius Norbanus, Statthalter 86
- Titus Flavius Piso, römischer Ritter (Kaiserzeit)
- Titus Flavius Pomponianus, römischer Centurio (Kaiserzeit)
- Titus Flavius Rufus, römischer Centurio (Kaiserzeit)
- Titus Flavius Sabinus (Steuerpächter), römischer Steuerpächter und Geldverleiher
- Titus Flavius Sabinus (Suffektkonsul 47) (um 8–69), römischer Senator
- Titus Flavius Sabinus (Suffektkonsul 72), römischer Militär und Suffektkonsul 69 und 72
- Titus Flavius Sabinus (Konsul 82), römischer Politiker und Senator
- Titus Flavius Sallustius Paelignianus, römischer Konsul 231
- Titus Flavius Secundus, römischer Offizier (Kaiserzeit)
- Titus Flavius Titianus, römischer Politiker, Praefectus Aegypti 126 (125?) bis 133
- Titus Flavius Titianus, römischer Politiker, Praefectus Aegypti 164 bis 167
- Titus Flavius Titianus (Tribun), römischer Offizier
- Titus Flavius Ulfus, römischer Signifer (Kaiserzeit)
- Titus Flavius Victorinus, römischer Centurio (Kaiserzeit)
- Titus Flavius Virilis, römischer Centurio (Kaiserzeit)
- Titus Flavius Vithannus, römischer Soldat
- Arrian (Flavius Arrianus), Historiker
- Flavius Josephus, jüdischer Geschichtsschreiber